# Diócesis de Elmham
La diócesis de Elmham o de Elmhama (en latín: Dioecesis Helmamensis y en inglés: Diocese of Elmham) fue una circunscripción eclesiástica de la Iglesia católica en el Reino Unido. Se trataba de una diócesis latina, sufragánea de la arquidiócesis de Canterbury. Fue suprimida circa 664 y restaurada como diócesis titular en 1969. Desde el 7 de marzo de 1990 su obispo titular es Eamonn Oliver Walsh.

## Territorio y organización
La diócesis extendía su jurisdicción sobre los fieles católicos de rito latino residentes en parte de Anglia Oriental en la actual Inglaterra.
La sede de la diócesis se encontraba en Elmham (actual North Elmham, una parroquia civil de Norfolk, en el distrito de Breckland), en donde existen las ruinas de su antigua catedral.

## Historia
La diócesis fue erigida en 673 por Teodoro, arzobispo de Canterbury, tomando territorio de la diócesis de Dunwich. En 1072 la sede episcopal se trasladó a Thetford y posteriormente, alrededor de 1094, a Norwich.

### Diócesis titular
Desde 1969 Elmham figura entre las sedes episcopales titulares de la Iglesia católica como diócesis de Elmhama. Desde el 7 de marzo de 1990 su obispo titular es Eamonn Oliver Walsh, obispo auxiliar emérito de Dublín.

## Episcopologio
- Beaduwine † (673-679 falleció)
- Nothbeorht † (680)
- Heathulac † (731)
- Aethelfrith † (circa 736)
- Eanfrith † (circa 736-circa 758)
- Eanferth †
- Aethelwulf †
- Alhheard †
- Waermund †
- Wilfred † (870)

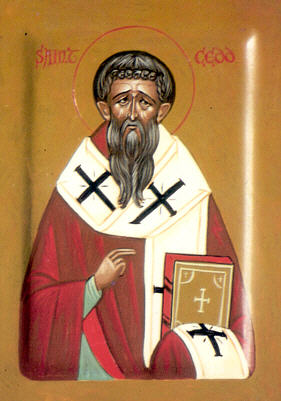
San Ceda, obispo de Othona

- Athulph (Eadwulf) † (antes de 956-después de 964)
- Aelfric †
- Theodred † (antes de 975-995)
- Athelstan † (995-7 de octubre de 1001 falleció)
- Algarus † (?-1021 renunció)
- Aelfwine † (1021-antes de 1035 falleció)
- Aelfric † (?-1038 falleció)
- Stigand † (1038-1040 depuesto)
- Grimketel † (1040-1042)
- Stigand † (1042-1047 nombrado obispo de Winchester) (por segunda vez)
- Æthelmær † (1047-después de 1055)
- Herfast † (1070-1072 trasladó la sede a Thetford)

### Obispos titulares
- Alan Charles Clark † (31 de marzo de 1969-26 de abril de 1976 nombrado obispo de East Anglia)
- Patrick Leo McCartie † (13 de abril de 1977-20 de febrero 1990 nombrado obispo de Northampton)
- Eamonn Oliver Walsh, desde el 7 de marzo de 1990